# Eria diluta
Eria diluta är en orkidéart som beskrevs av Henry Nicholas Ridley. Eria diluta ingår i släktet Eria och familjen orkidéer. Inga underarter finns listade i Catalogue of Life.